# Luis Tiberti

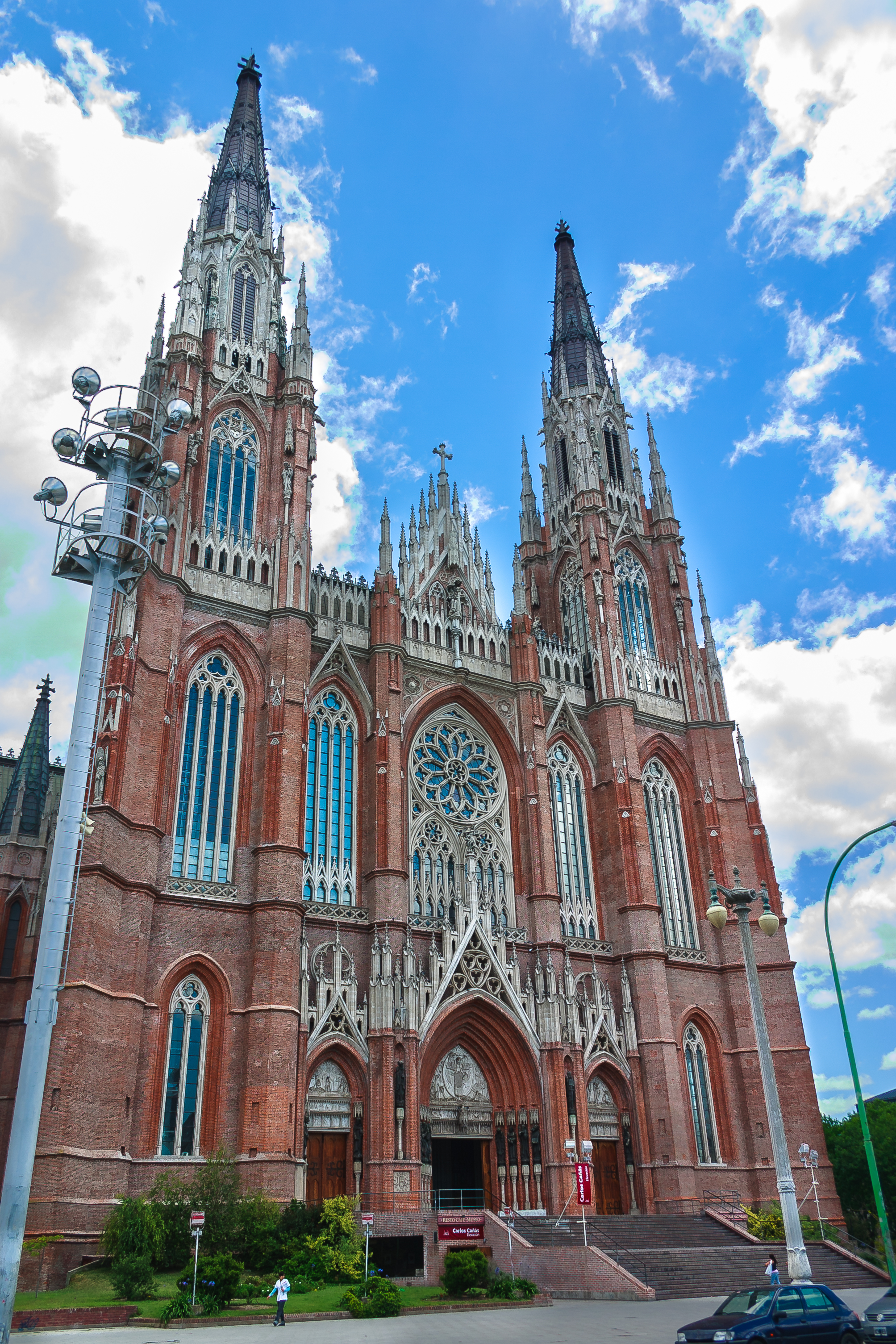
Catedral de La Plata, capital de la Provincia de Buenos Aires en Argentina

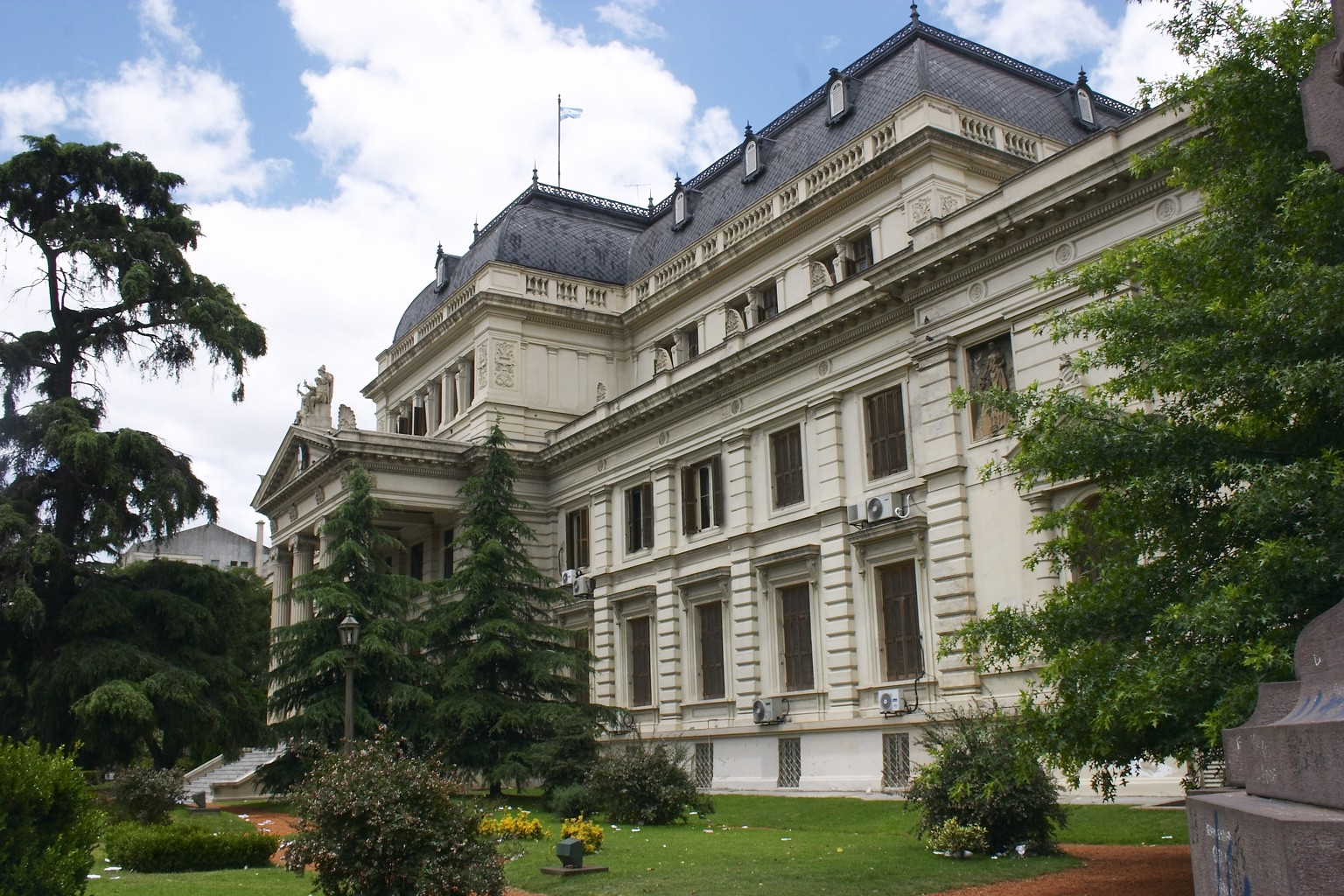
Palacio de la Legislatura de La Plata en la Provincia de Buenos Aires, Argentina.

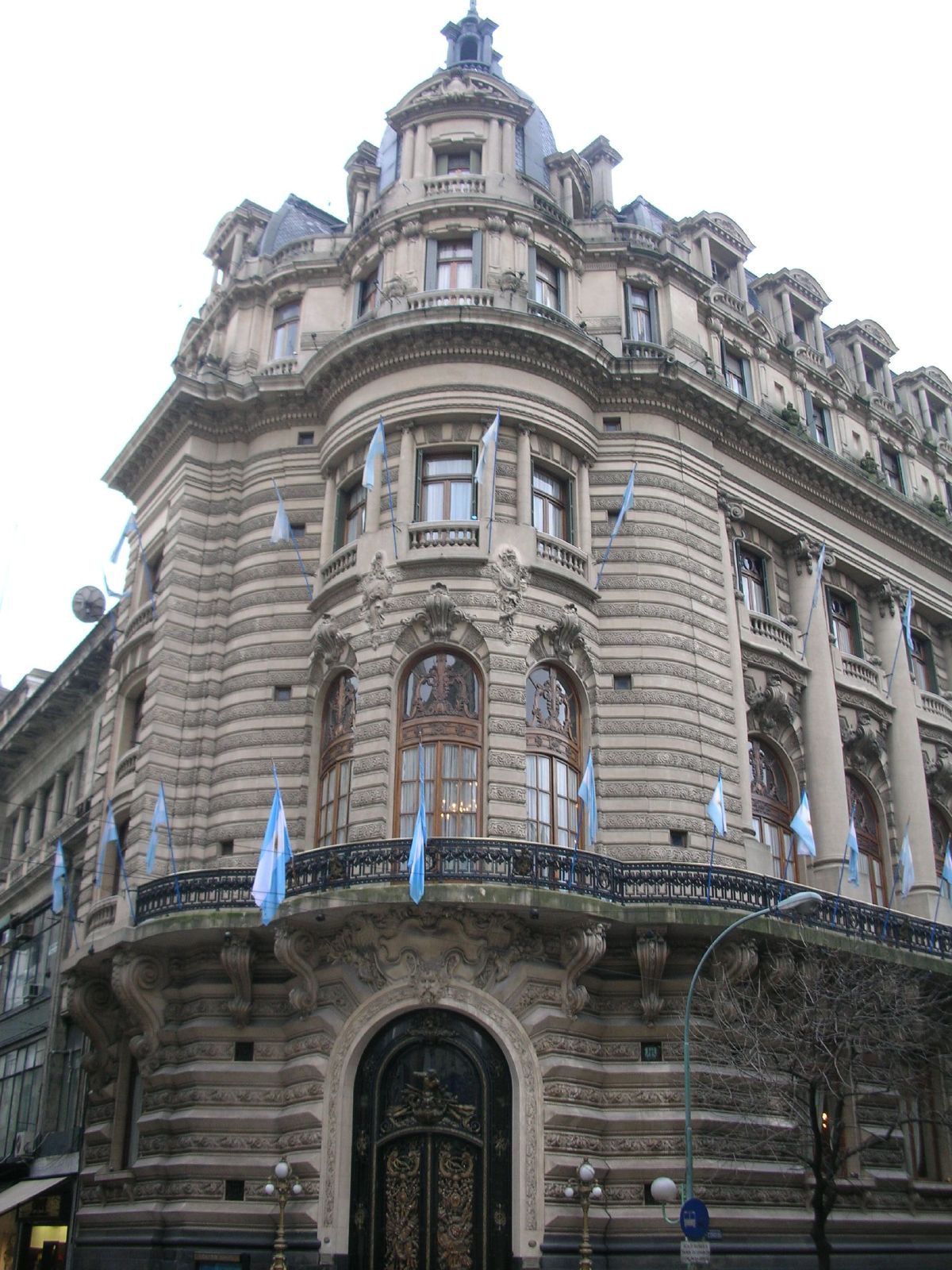
Centro Naval de Buenos Aires en la Ciudad Autónoma de Buenos Aires

Luis Tiberti (Alessandria, Italia, 27 de abril de 1868 - La Plata, Buenos Aires, 12 de febrero de 1942) empresario y filántropo argentino, fundador de industrias y fundaciones de bien público en la ciudad de La Plata.

## Biografía
Oriundo de Italia, Luis (Luigi) Tiberti emigra a Argentina junto a sus padres siendo aun niño. Luego de la fundación de la ciudad de La Plata, su familia se trasladó a esa capital provincial, en donde formó su hogar. Su espíritu inquieto, emprendedor y progresista, lo llevó a fundar un establecimiento industrial metalúrgico conocido como Luis Tiberti e hijos. Entre sus trabajos monumentales, los más destacados son los 7000 m²  de la techumbre de la Catedral de La Plata y entre los más bellos, el portón del Palacio de la Legislatura de La Plata, el portal del Palacio Paz (hoy Círculo Militar) y el portal del Centro Naval de la ciudad de Buenos Aires.
Sin embargo, sus iniciativas no se acabaron allí. Dinámico, filántropo, y preocupado por el desarrollo de Argentina, fundó varias sociedades, entre ellas la Federación Patronal, la Unión de Operarios Italianos, y la Cooperativa de Cal, de las que fue durante varios períodos su presidente. Asimismo, fue presidente del Hospital Italiano de La Plata y de la Cámara de Comercio e Industria de La Plata.
Años más tarde, su nieta, la escritora María Dhialma Tiberti proseguiría con su labor cultural.